# أفضل فريق أمريكي
أفضل فريق أمريكي (بالإنجليزية: American Top Team)‏ هي واحدة من الفرق الأساسية فيفنون القتال المختلطة.

## الجوائز
- جوائز أم أم أيه العالمية
  - أفضل صالة ألعاب رياضية للعام 2016[2]
  - أفضل صالة ألعاب رياضية للعام 2017[3]
  - أفضل صالة ألعاب رياضية للعام 2018[4]
  - أفضل صالة ألعاب رياضية للعام 2019 – يوليو 2020[5]
  - أفضل صالة ألعاب رياضية للعام 2021[6]

## وصلات خارجية
- الموقع الرسمي